# Navidad sin fin
Navidad sin fin é uma telenovela infantil mexicana. Foi produzida pela Televisa e exibida entre 17 de dezembro de 2001 e 4 de janeiro de 2002, substituindo Maria Belén e sendo substituída por Cómplices al rescate, em 15 capítulos. Foi a última das três telenovelas natalinas produzidas na época.

## Sinopses
Navidad sin fin conta 3 histórias diferentes entrelaçadas por 3 grandes eventos: Natal, Ano Novo e a chegada dos Reis Magos, com vidas que se correspondem e devem se unir para salvar os valores da família Natal.

## Elenco
- Macaria ... Angelita
- Jan ... Rodito
- Alejandra Barros ... Angelita
- Ignacio López Tarso ... Rodito
- Nancy Patiño ... Angelita
- Andrés Garza ... Rodito
- Sara Cobo ... Marisela
- Fernando Colunga ... Pedro Montes
- Ana Martín ... Teófila
- Ivonne Corona ... Verónica
- Alejandra Procuna ... Julieta Moreno
- Eduardo Rivera ... José Luis
- Manuel "Flaco" Ibáñez ... Darro
- Jorge De Silva ... Felipe
- Eugenia Avendaño ... Cleotilde
- Carmelita González ... Natividad
- Silvia Mariscal ... Doña Isabel
- Raúl Magaña ... Mauricio
- Blanca Sánchez ... Matilde de Solares
- Nora Salinas ... Alejandra
- Naydelin Navarrete ... Claudia
- Elizabeth Álvarez ... Yolanda
- Rosa María Bianchi ... Josefina
- Arsenio Campos ... Carmelo
- Xavier López "Chabelo" ... Padre Miguel
- Gustavo Aguilar ... Ludovico
- Roberto Ballesteros ... Casimiro
- Yadhira Carrillo ... Toñita
- Marlene Favela ... Cuquis Ibarra
- Gerardo Murguía ... Sebastián Arriola
- Luz María Aguilar ... Blanca Alarcón
- Rossana Ruiz ... Margarita
- Luis Couturier ... Lam
- Isaura Espinoza ... Teresa Alarcón
- Claudia Cervantes ... Nora
- Pablo Cobo ... Niño 1
- Marco A. Maldonado ... Niño 2
- Jiovanny ... Niño 3
- Odín Dupeyrón ... La Fiera
- Janina Hidalgo ... Berenice
- Amor Huerta ... Consuelito
- Constanza ... Niña 1
- Déborah Reyes ... Niña 2
- Itzel Torres ... Niña 3
- Daniela Ibáñez ... Mónica Alarcón
- Benjamín Islas ... Chofer 1
- Ana Bertha Lepe ... Reina
- Luis Fernando Madriz ... Josué
- Moisés Manzano ... Vicente
- Claudia Mendoza ... Rosita
- Iliana Monserrat ... Camila
- Julio Monterde ... Agustín
- Úrsula Montserrat ... Laila
- Jorge Muñiz ... Francisco Gavilán Reyes "Pancho"
- Ramiro Torres ... Manuel
- Jorge Trejo ... Rigoberto
- Roberto Navarro ... Tino
- Héctor Ortega ... Gregorio Robles
- Polo Ortín ... Jacinto
- Pablo Osuna ... Ernesto
- Baltazar Oviedo ... El Cachuchas
- Adalberto Parra ... El Tripas
- Rosita Pelayo ... Lola
- Juan Peláez ... Solís
- Eduardo Reséndiz ... Policía 1
- Ricardo Schmall ... Policía 2
- Arturo Posada ... Nico
- Sergio Sánchez ... Alberto Morante De la Peña
- Vilma Traca ... La Pelos
- Eduardo Vaughan ... Matías
- Pedro Weber "Chatanuga" ... Lencho
- Rodolfo de Alejandre ... El SopeHud
- Valentina Cuenca ... Malena
- Óscar Alberto Torres ... Juanito
- Mariana Castillo ... María
- Adriana Rojo
- Alejandro de la Vega
- Anna Sobero
- Armando Rodríguez
- Bibelot Mansur
- Claudio Sorel
- Darwin Solano
- Eduardo Lugo
- Erik Guecha
- Esther Barroso
- Esther Diez
- Irving Jiménez
- Javier Yerandi
- José Luis Llamas
- Karla Musalem
- Laura Galván
- Maripaz García
- Monique Vargas
- Olga Rinzo
- Rodolfo Vélez
- Rodrigo Trosino
- Sebastián Castro
- Yirelka Zambrano

## Exibição
Foi reprisada pelo TLNovelas entre 22 de dezembro de 2008 e 9 de janeiro de 2009. 
Foi reprisada pelo seu canal original entre 24 de dezembro de 2018 a 4 de janeiro de 2019, em 10 capítulos, substituindo Por ella soy Eva e sendo substituída por Porque el amor manda, às 14h30.
Foi novamente reprisada pelo TLNovelas, de 25 de dezembro de 2019 a 5 de janeiro de 2020, substituindo Cuento de Navidad e sendo substituída por Cuna de lobos.